# 梓橋駅
梓橋駅（あずさばしえき）は、長野県安曇野市豊科高家（とよしなたきべ）にある、東日本旅客鉄道（JR東日本）大糸線の駅。駅番号は「38」。

## 歴史
現在のホームは、1967年（昭和42年）に鉄道橋の架け替えのため移転している。

### 年表
- 1915年（大正4年）1月6日：信濃鉄道が松本市駅（現・北松本駅） - 豊科駅間を開通し、開業[3]。旅客営業のみ。
- 1916年（大正5年）9月18日：南松本駅を松本駅に統合して共同使用駅化し、同駅経由での旅客連絡運輸を開始[3]。
- 1926年（大正15年）1月8日：信濃鉄道が全線電化し、旅客列車を電車化[3]。
- 1937年（昭和12年）6月1日：信濃鉄道の国有化[4]。
- 1957年（昭和32年）8月15日：中土駅 - 小滝駅間が開通して全線開通し、大糸線と改称[3]。
- 1960年（昭和35年）9月：松本駅 - 信濃大町駅間の貨物列車を電化[5]。
- 1978年（昭和53年）9月22日：貨物の取り扱いを廃止[6]。
- 1983年（昭和58年）3月25日：CTC導入により、業務委託駅となる[7]。
- 1984年（昭和59年）2月1日：荷物の扱い廃止[6]。
- 1985年（昭和60年）3月22日：駅員無配置となり[8]、簡易委託駅となる[9]。
- 1987年（昭和62年）4月1日：国鉄分割民営化に伴い、東日本旅客鉄道（JR東日本）の駅となる[10]。
- 2015年（平成27年）8月24日 - 12月11日：駅舎を改築[11]。
- 2025年（令和7年）3月15日：ICカード「Suica」の利用が可能となる[12][13]。東京近郊区間に編入される[12]。

### 駅名の由来
名の通り、駅東側の梓川に架かる鉄道橋が由来。また、この時は国道147号が開通しておらず、対岸へは鉄道が唯一の移動手段だった。

## 駅構造
単式ホーム1面1線を有する地上駅で、盛土上で高台にある。かつては島式ホーム1面2線であったが、現在北側ホームは事業用車両の留置線になっている。引込み線もある。盛土上にあるため、ホームへは地下道を通る。
豊科駅管理の簡易委託駅である。窓口、簡易Suica改札機（入場機・出場機）、乗車駅証明書発行機が設置されている。
大糸線では珍しく発車ベルが設置されている（当駅のほかに、穂高駅、信濃大町駅、信濃森上駅、南小谷駅のみである）。しかし、スイッチの位置の関係で使用されるのは上り（松本方面）3両編成の列車の時のみで、車掌によっては扱われないこともある。
このほか、ホームには「是より北 安曇野」の看板と、地元の人達などで構成された「梓橋りんご倶楽部」が手入れするリンゴ並木がある。

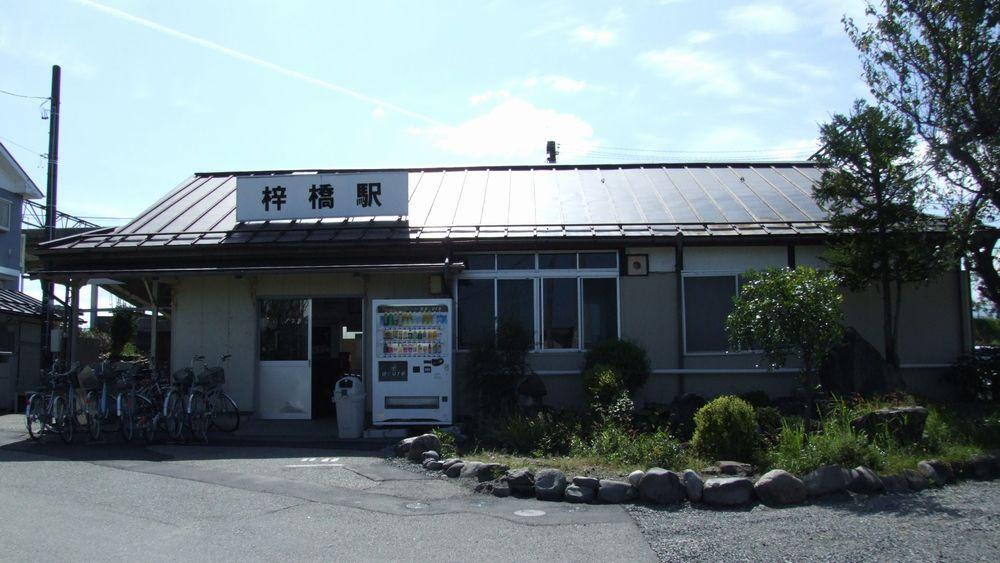
旧駅舎（2008年9月）
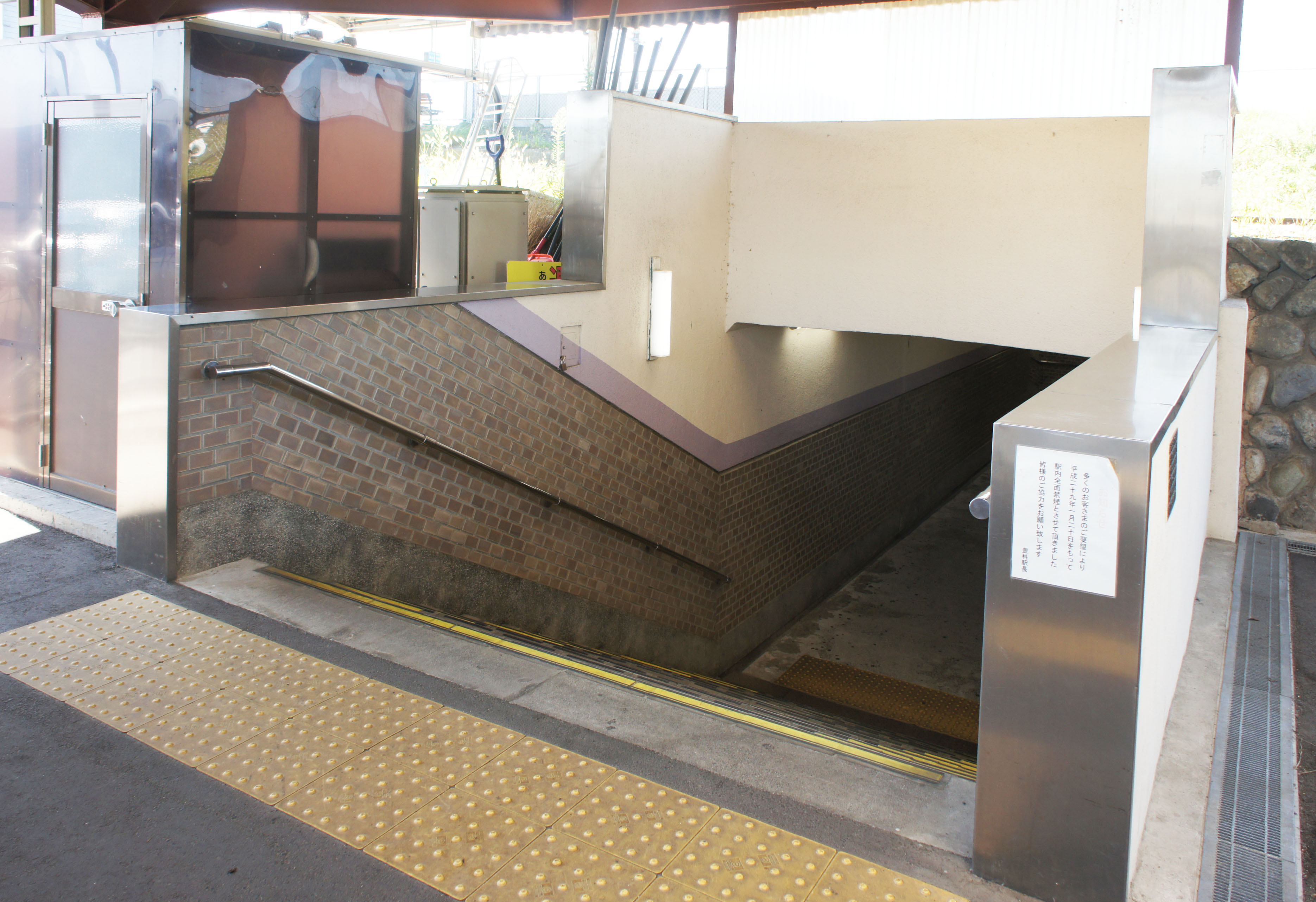
地下通路（2021年8月）
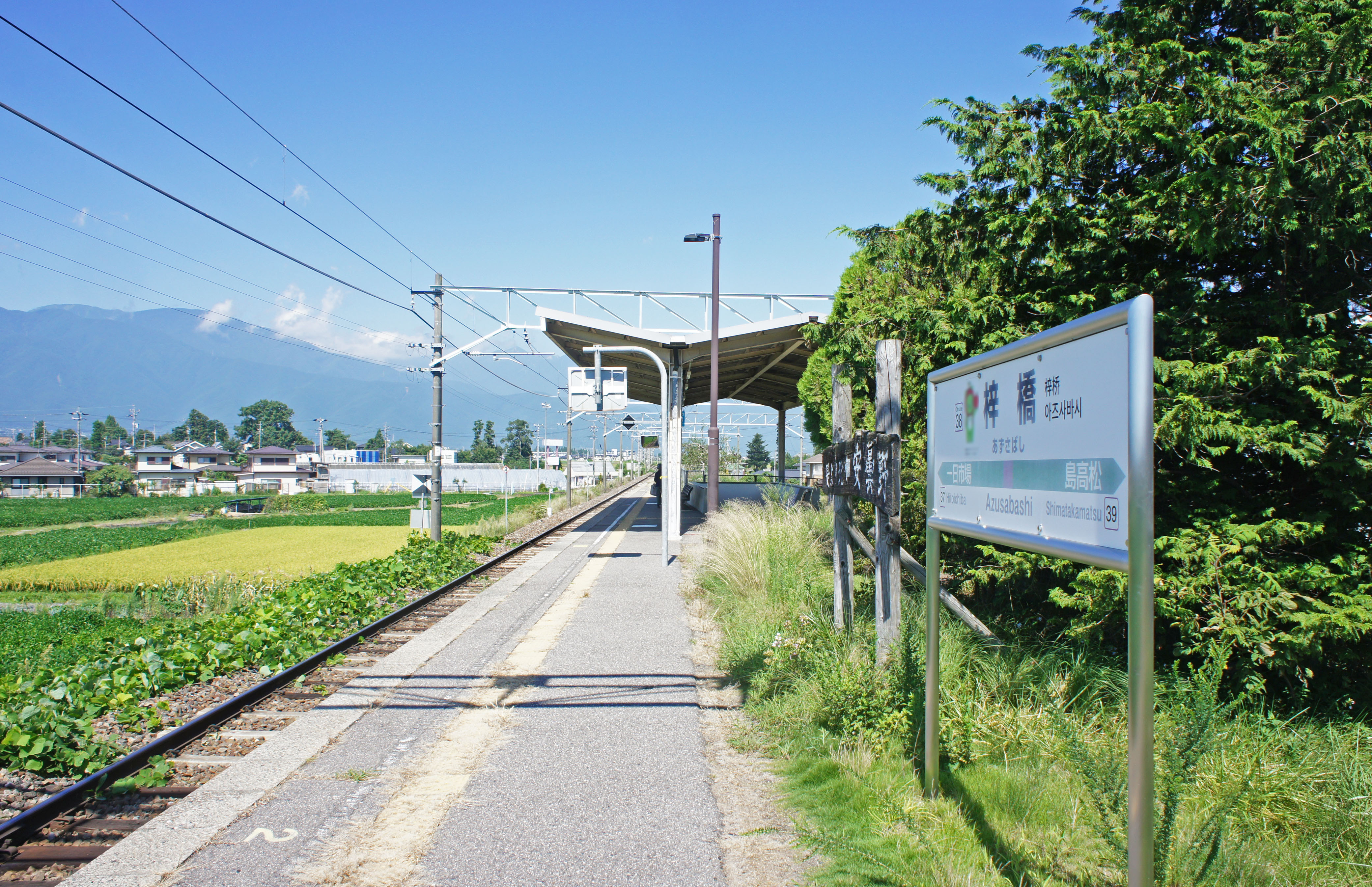
ホーム（2021年8月）
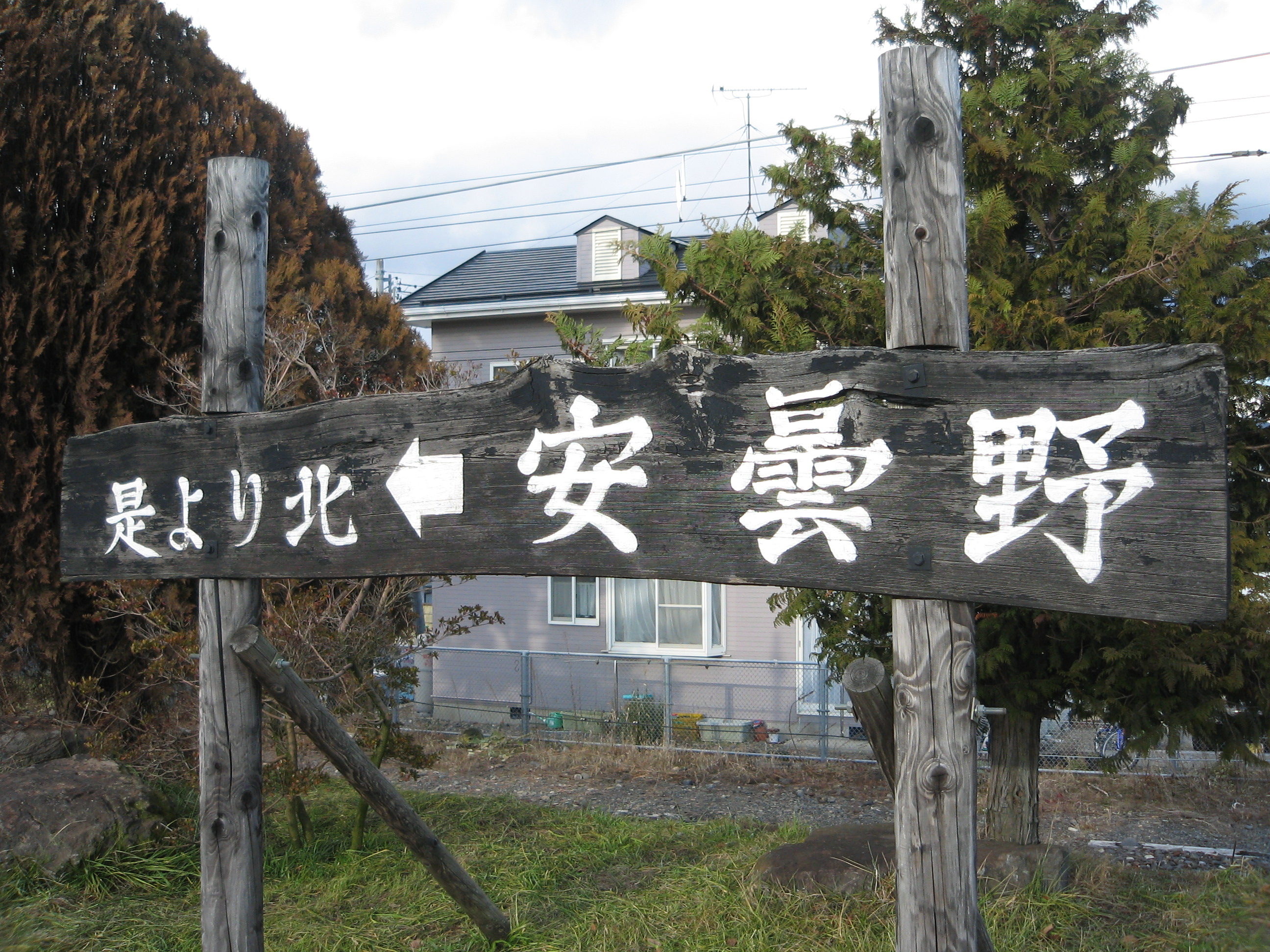
「是より北 安曇野」（2009年12月）

## 利用状況
JR東日本によると、2023年度（令和5年度）の1日平均乗車人員は468人である。
2000年度（平成12年度）以降の推移は以下のとおりである。
| 1日平均乗車人員推移 | 1日平均乗車人員推移 | 1日平均乗車人員推移 | 1日平均乗車人員推移 | 1日平均乗車人員推移 |
| 年度                | 定期外              | 定期                | 合計                | 出典                |
| ------------------- | ------------------- | ------------------- | ------------------- | ------------------- |
| 2000年（平成12年）  |                     |                     | 494                 | [ 利用客数 2 ]      |
| 2001年（平成13年）  |                     |                     | 462                 | [ 利用客数 3 ]      |
| 2002年（平成14年）  |                     |                     | 429                 | [ 利用客数 4 ]      |
| 2003年（平成15年）  |                     |                     | 425                 | [ 利用客数 5 ]      |
| 2004年（平成16年）  |                     |                     | 424                 | [ 利用客数 6 ]      |
| 2005年（平成17年）  |                     |                     | 432                 | [ 利用客数 7 ]      |
| 2006年（平成18年）  |                     |                     | 450                 | [ 利用客数 8 ]      |
| 2007年（平成19年）  |                     |                     | 427                 | [ 利用客数 9 ]      |
| 2008年（平成20年）  |                     |                     | 427                 | [ 利用客数 10 ]     |
| 2009年（平成21年）  |                     |                     | 402                 | [ 利用客数 11 ]     |
| 2010年（平成22年）  |                     |                     | 416                 | [ 利用客数 12 ]     |
| 2011年（平成23年）  |                     |                     | 441                 | [ 利用客数 13 ]     |
| 2012年（平成24年）  | 86                  | 364                 | 451                 | [ 利用客数 14 ]     |
| 2013年（平成25年）  | 87                  | 376                 | 463                 | [ 利用客数 15 ]     |
| 2014年（平成26年）  | 84                  | 364                 | 448                 | [ 利用客数 16 ]     |
| 2015年（平成27年）  | 89                  | 363                 | 452                 | [ 利用客数 17 ]     |
| 2016年（平成28年）  | 90                  | 372                 | 462                 | [ 利用客数 18 ]     |
| 2017年（平成29年）  | 92                  | 396                 | 489                 | [ 利用客数 19 ]     |
| 2018年（平成30年）  | 93                  | 416                 | 510                 | [ 利用客数 20 ]     |
| 2019年（令和元年）  | 90                  | 416                 | 506                 | [ 利用客数 21 ]     |
| 2020年（令和02年）  | 42                  | 387                 | 429                 | [ 利用客数 22 ]     |
| 2021年（令和03年）  | 43                  | 378                 | 421                 | [ 利用客数 23 ]     |
| 2022年（令和04年）  | 49                  | 403                 | 452                 | [ 利用客数 24 ]     |
| 2023年（令和05年）  | 55                  | 413                 | 468                 | [ 利用客数 1 ]      |

一日平均乗車人員（単位：人/日）

## 駅周辺
- 糸魚川街道（旧・国道147号）
- 長野県道278号大野田梓橋停車場線
- 長野県道48号松本環状高家線
- 長野県道316号梓橋田沢停車場線
- 長野県道319号小倉梓橋停車場線
- 梓川
  - 梓橋
- 松本市西部地域コミュニティバス「梓橋駅」停留所 - 梓川・波田線[14]

## 隣の駅
東日本旅客鉄道（JR東日本）
■大糸線
快速（上り1本のみ運転）・普通 
島高松駅 (39) - 梓橋駅 (38) - 一日市場駅 (37)

### 記事本文
1. 1 2  『大糸線に「駅ナンバー」を導入します』（PDF）（プレスリリース）東日本旅客鉄道長野支社、2016年12月7日。オリジナルの2016年12月8日時点におけるアーカイブ。2016年12月8日閲覧。
2. 1 2 3 4 5 6 7 8  信濃毎日新聞社出版部『長野県鉄道全駅 増補改訂版』信濃毎日新聞社、2011年7月24日、95頁。ISBN 9784784071647。
3. 1 2 3 4 5  『東筑摩郡松本市塩尻市誌 第三巻 現代下』 東筑摩郡・松本市・塩尻市郷土資料編纂会、1965年。
4. ↑  大町市史編纂委員会 『大町市史 第四巻 近代・現代』 大町市、1985年9月1日。
5. ↑  大町市史編纂委員会 『大町市史 第五巻 民俗・観光』 大町市、1984年7月1日。
6. 1 2  石野哲 編『停車場変遷大事典 国鉄・JR編 II』（初版）JTB、1998年10月1日、207頁。ISBN 978-4-533-02980-6。
7. ↑  「CTC化が完成 大糸線 拠点駅構想も実施へ 長鉄局」『交通新聞』交通協力会、1983年3月25日、1面。
8. ↑  「「通報」中央本線洗馬駅ほか14駅の駅員無配置について（旅客局）」『鉄道公報』日本国有鉄道総裁室文書課、1985年3月18日、2面。
9. ↑  長野鉄道管理局 編『写真でつづる長野鉄道管理局の歩み』長野鉄道管理局、1987年3月10日、355頁。
10. ↑  『交通年鑑 昭和63年版』 交通協力会、1988年3月。
11. ↑  “広報あづみの211号28,29ページ” (PDF).   安曇野市 (2015年7月22日). 2018年7月12日閲覧。
12. 1 2 3  『2025年3月15日（土）長野県のSuica利用がますます便利になります』（PDF）（プレスリリース）東日本旅客鉄道長野支社、2024年12月13日。オリジナルの2024年12月13日時点におけるアーカイブ。2024年12月16日閲覧。
13. ↑  『長野県におけるSuicaご利用駅の拡大について』（PDF）（プレスリリース）東日本旅客鉄道長野支社、2023年6月20日。オリジナルの2023年6月20日時点におけるアーカイブ。2023年6月20日閲覧。
14. ↑  “梓川・波田線 時刻表” (PDF). 松本市内バス路線図・時刻表 - 松本市ホームページ.   松本市 (2025年4月7日). 2025年5月15日閲覧。

### 利用状況
1. 1 2  各駅の乗車人員（2023年度） - JR東日本
2. ↑  各駅の乗車人員（2000年度） - JR東日本
3. ↑  各駅の乗車人員（2001年度） - JR東日本
4. ↑  各駅の乗車人員（2002年度） - JR東日本
5. ↑  各駅の乗車人員（2003年度） - JR東日本
6. ↑  各駅の乗車人員（2004年度） - JR東日本
7. ↑  各駅の乗車人員（2005年度） - JR東日本
8. ↑  各駅の乗車人員（2006年度） - JR東日本
9. ↑  各駅の乗車人員（2007年度） - JR東日本
10. ↑  各駅の乗車人員（2008年度） - JR東日本
11. ↑  各駅の乗車人員（2009年度） - JR東日本
12. ↑  各駅の乗車人員（2010年度） - JR東日本
13. ↑  各駅の乗車人員（2011年度） - JR東日本
14. ↑  各駅の乗車人員（2012年度） - JR東日本
15. ↑  各駅の乗車人員（2013年度） - JR東日本
16. ↑  各駅の乗車人員（2014年度） - JR東日本
17. ↑  各駅の乗車人員（2015年度） - JR東日本
18. ↑  各駅の乗車人員（2016年度） - JR東日本
19. ↑  各駅の乗車人員（2017年度） - JR東日本
20. ↑  各駅の乗車人員（2018年度） - JR東日本
21. ↑  各駅の乗車人員（2019年度） - JR東日本
22. ↑  各駅の乗車人員（2020年度） - JR東日本
23. ↑  各駅の乗車人員（2021年度） - JR東日本
24. ↑  各駅の乗車人員（2022年度） - JR東日本